# Diskoton

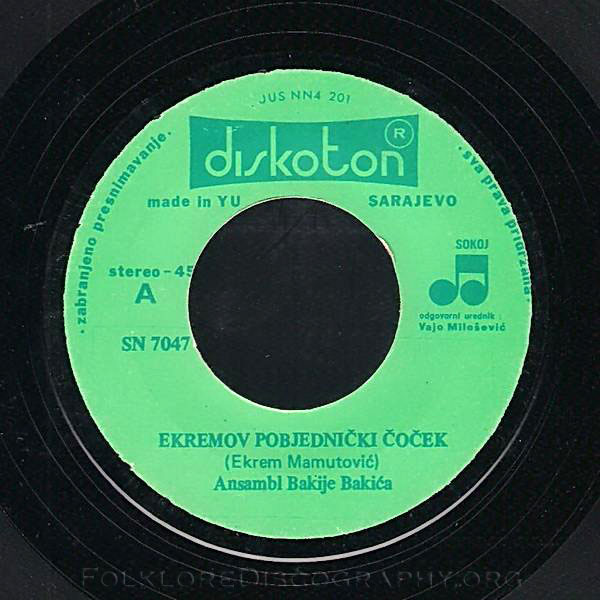

A Diskoton egy szarajevói lemezkiadó vállalat volt, amely 1972 és 1992 között működött.

## Története
A cég Asim Haverić kezdeményezésére jött létre, aki ekkor a Beograd Disk (a későbbi Jugodisk) alkalmazottja volt. 1973-től kezdődően indult meg a lemezkiadás, kezdetben csak kislemezeket és EP-ket adtak ki, melyet a Materiel Applications Plastiques-től beszerzett francia gyártmányú gépeken készítettek. 1975 végén már magnókazetták és nagylemezek (LP) gyártására alkalmas felszereléssel is tudták folytatni a munkát. 
1977-ig a Diskoton a helyi Park cég leányvállalataként működött, ekkor vált teljesen önálló kiadóvá. 
Szarajevó 1992-ben kezdődött ostroma során a stúdiójuk teljesen megsemmisült, beleértve hangfelvételeik eredeti példányait.
A következő előadóknak jelentek meg lemezei a Diskoton kiadónál:
| - Amajlija - Ambasadori - Bajaga i instruktori - Đorđe Balašević - Bele Višnje - Halid Bešlić - Bijelo dugme - Goran Bregović - Zdravko Čolić - Arsen Dedić - Divlje jagode - Raša Đelmaš - Duško Gojković - Osman Hadžić - Hari Mata Hari - Indexi - Safet Isović - Jugosloveni - Lepa Brena | - Lutajuća srca - Srđan Marjanović - Seid Memić Vajta - Dino Merlin - Kemal Monteno - Hanka Paldum - Josip Pejaković - Boban Petrović - Zoran Predin - Regina - Boba Stefanović - Jadranka Stojaković - Miladin Šobić - Mladen Vojičić Tifa - Neda Ukraden - Milić Vukašinović - Zabranjeno pušenje - Zana |

## Fordítás
- Ez a szócikk részben vagy egészben  a   Diskoton című angol Wikipédia-szócikk fordításán alapul.  Az eredeti cikk szerkesztőit annak laptörténete sorolja fel. Ez a jelzés csupán a megfogalmazás eredetét és a szerzői jogokat jelzi, nem szolgál a cikkben szereplő információk forrásmegjelöléseként.